# SV 03/25 Koblenz
Der SV 03/25 Koblenz ist ein Schachverein aus Koblenz. 

## Geschichte vor 1945
Bereits kurz nach 1815 existierten in der preußischen Verwaltungs- und Garnisonsstadt hintereinander mehrere "Schachzirkel", die sich aber nicht zu regulären Vereinen entwickeln konnten. Nach der kurzzeitigen Gründung eines Schachclubs 1883/84 durch den zugezogenen Baltendeutschen Adalbert von Wachhausen kam es erst 1903 zur Gründung des heute noch bestehenden Coblenzer Schachclubs unter dem Vorsitz des Kaufmanns Fritz Bertram.
Unter den Gründungsmitgliedern dieses echten Honoratiorenvereins befanden sich unter anderem der rheinische Käfer- und Faunaforscher Justizrat Karl Röttgen, der spätere Reichsminister Karl Theodor von Guérard, der langjährige Koblenzer Arzt Keller und der deutschlandweit bekannte Tuberkulosearzt Oskar Salomon. Nach der Niederlage von 1918 nahm der erste Vorsitzende Rudolf Nonne (1920–1936) nicht nur die Reorganisation des Vereins vor, sondern gründete am 23. Mai 1920 in Bad Ems den Mittelrheinischen Schachbund. 1925 wurde als einer der damals zahlreichen Vorortvereine der Schachverein Koblenz-Lützel gegründet. Einige der damals stärksten rheinischen Amateurspieler kamen aus Koblenz: Otto Walter (1947 Mitbegründer der SVg Lasker-Steglitz Berlin) wurde 1930 Mittelrheinmeister und zweiter der "Rheinmeisterschaften", die man auch als westdeutsche Amateurmeisterschaften bezeichnen könnte. Georg Stein krönte seine mit vielen Regionalmeisterschaften geschmückte Laufbahn 1951 mit der DDR-Meisterschaft. Die Rheinlandmeisterschaften 1948 und 1950 wurden vom vielfachen Stadtmeister Max Lungmuß gewonnen; die von 1951 von Walter Alles; 1952 siegte dort der vielfache Stadtmeister Armand König. In der Zeit des Nationalsozialismus verlor der Verein seine jüdischen und kommunistischen Mitglieder und ab 1939 wurde der Spielbetrieb von der KdF-Organisation Schachgemeinschaft Deutsches Eck organisiert.

## Geschichte nach 1945

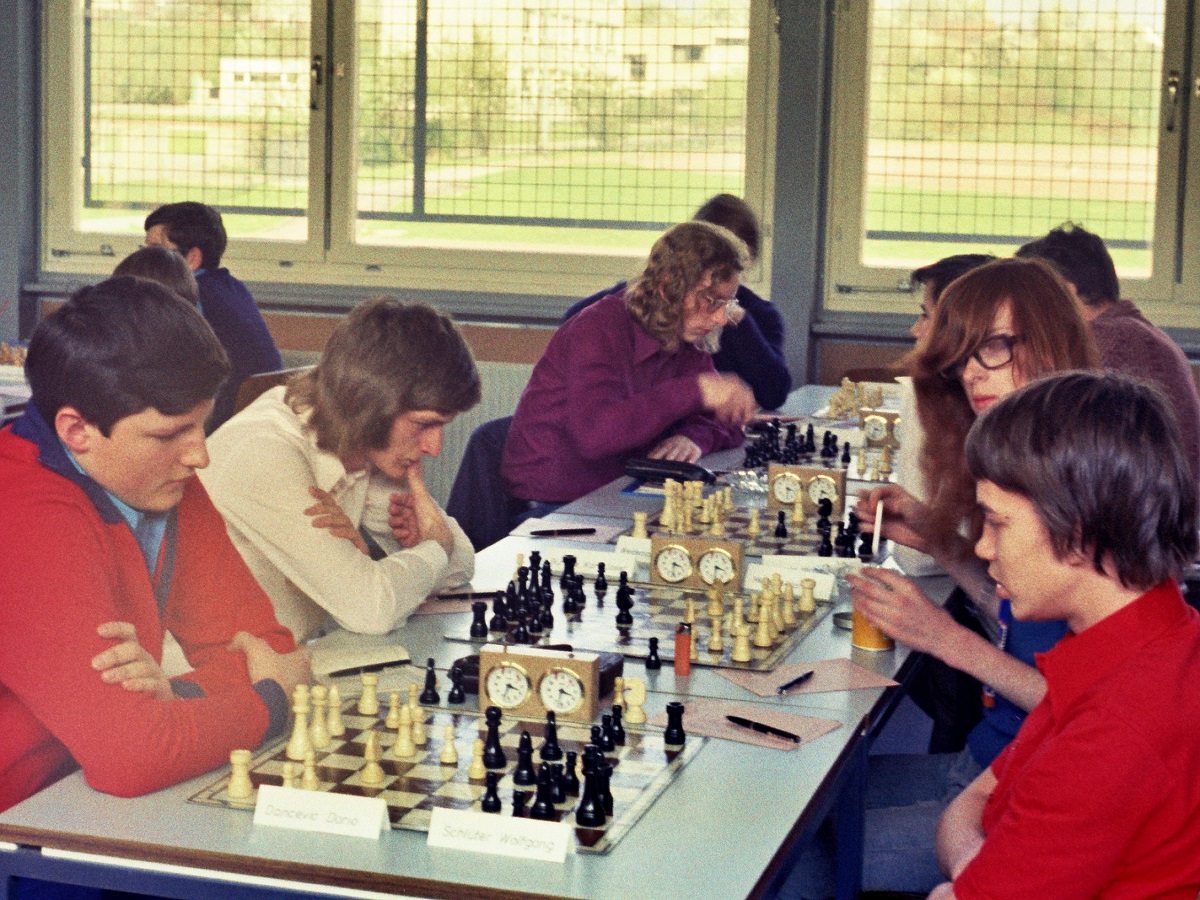
Jugendeinzelmeisterschaft 1974 des Mittelrheins, vorn links: Dario Dončević.

Nach bescheidenen Anfängen unter den Einschränkungen durch die französische Besatzung kam es 1951 zum Zusammenschluss der alten Mitglieder des SV Lützel 1925 und des SC Koblenz 1903 unter dem Namen SV 03/25 Koblenz im alten eigenständigen Schachverband Rheinland. Nach dessen Ende spielten die Mannschaften des SV 03/25 erst 1959 nicht mehr im Hessischen Schachverband, sondern im neuen Mittelrheinischen Schachverband, dessen Gebiet den nördlichen Teil des Bundeslandes Rheinland-Pfalz (Koblenz bis Trier) und den südlichen Teil von Nordrhein-Westfalen umfasste. Seitdem spielte die 1. Mannschaft stets zumindest in der Oberliga Mittelrhein (bis 1974 höchste Liga der alten Bundesrepublik). 
Durch systematische Jugendarbeit erfolgte nach der schachorganisatorischen Eingliederung in Rheinland-Pfalz bald der Aufstieg in die viergeteilte Bundesliga (Gruppe Südwest). 1976 und 1977 errangen FM Jörg Weidemann und IM Dario Dončević hintereinander die Deutsche A-Jugendmeisterschaft und die Jugendmannschaft erreichte bis in die 1980er Jahre mehrmals gute Plätze bei deutschen Meisterschaften; 1980 auch die Deutsche Schulschachmannschaftsmeisterschaft des Koblenzer Eichendorff-Gymnasiums (unter anderem mit IM Klaus-Jürgen Schulz und FM Thomas Bohn). Nach einigen Rückschlägen gelang 1982 der Aufstieg in die einteilige 1. Bundesliga, in der man bis 1994 verblieb, während die 2. Mannschaft in der 2. Bundesliga Südwest spielte. Bedeutende Einzelerfolge des kleinen Vereins (40 Mitglieder 2017) auf nationaler Ebene waren unter anderem etliche Teilnahmen an Deutschen Einzelmeisterschaften (IM Schulz, IM Dončević, Volker Schlick, FM Thomas Brückner), die Dähne-Pokalmeisterschaft durch IM Schulz 1983, die Deutsche Blitzmeisterschaft von IM Georg Seul 1987 und die D-Jugendmeisterschaft des später Internationalen Meisters Michael Hammes 1987. Obwohl zu Beginn der 1990er Jahre mit Michail Gurewitsch (Russland/Belgien) und Eduardas Rozentalis zwei Großmeister der Weltklasse verpflichtet werden konnten, konnten die spielstarken Amateure 1994 den Abstieg nicht vermeiden. Seitdem pendelt die 1. Mannschaft zwischen Oberliga Südwest und 2. Bundesliga West, in die der Verein in der Saison 2017/18 zuletzt wieder aufsteigen konnte.